# ماتيو جيل
ماتيو جيل (بالإسبانية: Mateo Gil)‏ (و. 1972  م) هو مخرج أفلام، وكاتب سيناريو، ومصور سينمائي، ومنتج أفلام إسباني، ولد في لاس بالماس دي غران كناريا.

## وصلات خارجية
- ماتيو جيل على موقع IMDb (الإنجليزية)
- ماتيو جيل على موقع ألو سيني (الفرنسية)
- ماتيو جيل على موقع أول موفي (الإنجليزية)
- ماتيو جيل على موقع قاعدة بيانات الأفلام السويدية (السويدية)
- ماتيو جيل على موقع قاعدة بيانات الفيلم (الإنجليزية)
- ماتيو جيل على موقع كينوبويسك (الروسية)